# Ptilanthelium
Ptilanthelium  Steud. é um género botânico pertencente à família Cyperaceae.

## Espécies
- Ptilanthelium chauvinii
- Ptilanthelium deustum
- Ptilanthelium graciliceps
- Ptilanthelium gracilipes